# Krzysztof Włodarczyk
Pour les articles homonymes, voir Włodarczyk.
Krzysztof Włodarczyk est un boxeur polonais né le 19 septembre 1981 à Varsovie.

## Carrière
Il remporte le titre vacant de champion du monde des poids lourds-légers IBF le 26 novembre 2006 après avoir battu aux points par décision partagée l'américain Steve Cunningham puis perd le combat revanche organisé à Katowice le 26 mai 2007.
Le 26 mai 2009, Włodarczyk fait match nul à Rome contre Giacobbe Fragomeni, champion en titre de la WBC, mais prend sa revanche le 15 mai 2010 en stoppant l'italien au 8e round. Il s'impose ensuite aux points par décision partagée le 2 avril 2011 face à Francisco Palacios puis bat au 11e round le 30 novembre 2011 Danny Green et à nouveau Palacios le 22 septembre 2012.
Krzysztof bat ensuite par arrêt de l'arbitre au 8e round Rakhim Chakhkiev le 21 juin 2013 puis Giacobbe Fragomeni par abandon à l'issue de la 6e reprise. Il est en revanche battu aux points à Moscou le 27 septembre 2014 par le russe Grigory Drozd et le 21 octobre 2017 par Murat Gassiev, champion IBF de la catégorie.